# مولده
مولده رودی است به البه می‌ریزد. این رود از کشور آلمان می‌گذرد.